# 3000 meter (schaatsen)
De 3000 meter is een schaatsafstand bij het langebaanschaatsen, en naast de 1500 meter een van de middellange afstanden. De afstand is officieel voor zowel mannen als vrouwen, maar wordt op grote kampioenschappen alleen door de vrouwen gereden.

## Huidige wereldrecords
|         | Schaats(st)er     | Land      | Tijd    | Datum      | Baan           |
| ------- | ----------------- | --------- | ------- | ---------- | -------------- |
| Mannen  | Eskil Ervik       | Noorwegen | 3.37,28 | 05-11-2005 | Calgary        |
| Vrouwen | Martina Sábliková | Tsjechië  | 3.52,02 | 09-03-2019 | Salt Lake City |

Het record van Eskil Ervik (3.37,28) wordt nog altijd officieel door de ISU als wereldrecord erkend, hoewel er al meerdere schaatsers sneller zijn geweest. De snelste 3000 meter staat op naam van de Rus Denis Joeskov die op 2 november 2013 in Calgary 3.34,37 reed. Deze tijd wordt echter niet als officieel wereldrecord erkend, aangezien de betreffende wedstrijd niet als officiële ISU-wedstrijd stond aangemerkt en tevens in een kwartetstart verreden werd. Hetzelfde geldt voor de overige tijden die sneller zijn dan het officiële wereldrecord. Deze tijden staan vermeld in de onderstaande tabel. Het record van Eskil Ervik valt sinds 1 oktober 2022 buiten de top 10 van snelst gereden 3000 meters.
Ook is er tijdens een race over 5000 meter drie keer een tussentijd na 3000 meter gereden die sneller is dan Erviks wereldrecord. Joeskov had op 17 november 2013 op de Utah Olympic Oval in Salt Lake City een doorkomsttijd van 3.36,40. Sven Kramer dook op 17 november 2007, tijdens zijn wereldrecord op de 5000 meter, na 3000 meter onder de wereldrecordtijd met 3.37,15. Tussentijden worden echter ook niet erkend als wereldrecord.

## De 10 beste tijden op de 3000 meters
| Mannen (Bijgewerkt t/m 24 januari 2021) |                      |           |         |            |            |
| Nr.                                     | Schaatser            | Land      | Tijd    | Datum      | Baan       |
| 1.                                      | Denis Joeskov        | Rusland   | 3.34,37 | 02-11-2013 | Calgary    |
| 2.                                      | Sverre L. Pedersen   | Noorwegen | 3.34,66 | 07-11-2015 | Calgary    |
| 3.                                      | Patrick Roest        | Nederland | 3.35,26 | 19-12-2020 | Heerenveen |
| 4.                                      | Patrick Roest (#2)   | Nederland | 3.35,49 | 20-12-2021 | Heerenveen |
| 5.                                      | Sven Kramer          | Nederland | 3.35,93 | 19-12-2020 | Heerenveen |
| 6.                                      | Marcel Bosker        | Nederland | 3.36,33 | 25-11-2017 | Calgary    |
| 7.                                      | Patrick Roest (#3)   | Nederland | 3.36,80 | 01-10-2022 | Heerenveen |
| 8.                                      | Bart Swings          | België    | 3.36,98 | 19-12-2020 | Heerenveen |
| 9.                                      | Ted-Jan Bloemen      | Canada    | 3.37,04 | 30-12-2017 | Calgary    |
| 10.                                     | Ted-Jan Bloemen (#2) | Canada    | 3.37,16 | 07-11-2015 | Calgary    |

| Vrouwen (Bijgewerkt t/m 30 oktober 2021) |                        |           |         |            |                |
| Nr.                                      | Schaatsster            | Land      | Tijd    | Datum      | Baan           |
| 1.                                       | Martina Sáblíková      | Tsjechië  | 3.52,02 | 09-03-2019 | Salt Lake City |
| 2.                                       | Irene Schouten         | Nederland | 3.52,89 | 03-12-2021 | Salt Lake City |
| 3.                                       | Martina Sáblíková (#2) | Tsjechië  | 3.53,31 | 02-03-2019 | Calgary        |
| 4.                                       | Cindy Klassen          | Canada    | 3.53,34 | 18-03-2006 | Calgary        |
| 5.                                       | Esmee Visser           | Nederland | 3.54,02 | 09-03-2019 | Salt Lake City |
| 6.                                       | Irene Schouten (#2)    | Nederland | 3.54,04 | 20-11-2022 | Heerenveen     |
| 7.                                       | Natalja Voronina       | Rusland   | 3.54,06 | 09-03-2019 | Salt Lake City |
| 8.                                       | Martina Sáblíková (#3) | Tsjechië  | 3.54,25 | 13-02-2020 | Salt Lake City |
| 9.                                       | Francesca Lollobrigida | Italië    | 3.54,43 | 10-12-2021 | Calgary        |
| 10.                                      | Irene Schouten (#3)    | Nederland | 3.54,59 | 30-10-2021 | Heerenveen     |

|  | = tijd gereden in kwartetstart |
|  | = gestopt als schaats(st)er    |